# Saint-Caprais-de-Blaye
Saint-Caprais-de-Blaye – miejscowość i dawna gmina we Francji, w regionie Nowa Akwitania, w departamencie Żyronda. W 2013 roku populacja ówczesnej gminy wynosiła 556 mieszkańców. 
W dniu 1 stycznia 2019 roku z połączenia dwóch ówczesnych gmin – Marcillac oraz Saint-Caprais-de-Blaye – powstała nowa gmina Val-de-Livenne. Siedzibą gminy została miejscowość Saint-Caprais-de-Blaye. 